# 圣洛朗迪莫泰
圣洛朗迪莫泰（法語：Saint-Laurent-du-Mottay，法語發音：[sɛ̃ loʁɑ̃ dy mɔtɛ] ⓘ）是法国曼恩-卢瓦尔省的一个旧市镇，属于绍莱区。2015年12月15日，圣洛朗迪莫泰和相邻的10个市镇合并为新市镇卢瓦尔河畔莫日（Mauges-sur-Loire）。

## 地理
圣洛朗迪莫泰（47°21'1"N, 0°56'59"W）面积14.63 平方千米，位于法国卢瓦尔河地区大区曼恩-卢瓦尔省，该省份为法国西部内陆省份，大致对应安茹地区，北起顺时针与马耶讷省、萨尔特省、安德尔-卢瓦尔省、维埃纳省、德塞夫勒省、旺代省、大西洋卢瓦尔省和伊勒-维莱讷省接壤。
与圣洛朗迪莫泰接壤的市镇（或旧市镇、城区）包括：蒙特勒莱、卢瓦罗克桑斯、博斯、勒梅尼勒昂瓦莱、旧圣弗洛朗。

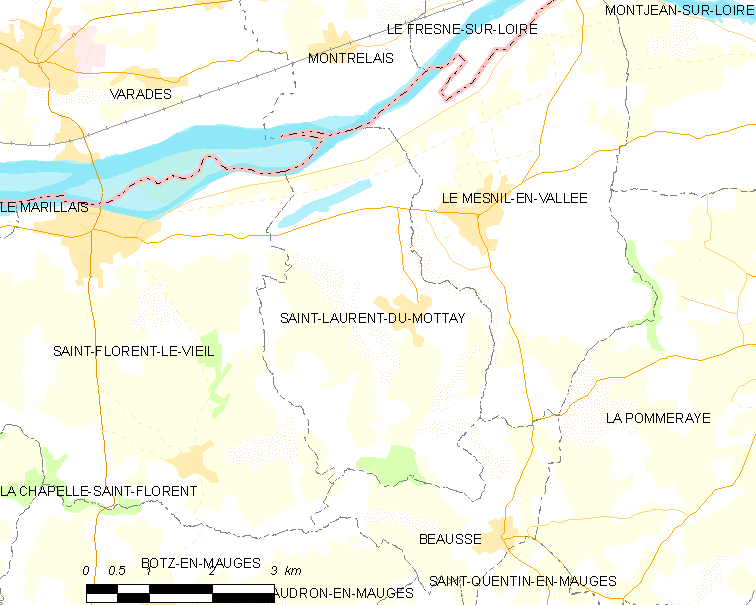
圣洛朗迪莫泰的OSM定位图

圣洛朗迪莫泰的时区为UTC+01:00、UTC+02:00（夏令时）。

## 行政
圣洛朗迪莫泰的邮政编码为49410，INSEE市镇编码为49297。

## 政治
圣洛朗迪莫泰所属的省级选区为卢瓦尔河畔莫日县。

## 人口

1962-2008年间圣洛朗迪莫泰人口变化图示

圣洛朗迪莫泰于2018年1月1日时的人口数量为699人。